# STS-91
STS-91, voluit Space Transportation System-91, was de laatste Spaceshuttlemissie naar het Russische ruimtestation Mir, uitgevoerd met de Space Shuttle Discovery. De Discovery werd gelanceerd op 2 juni 1998.

## Bemanning
- Charles J. Precourt (4), Bevelhebber
- Dominic L. Pudwill Gorie (1), Piloot
- Wendy B. Lawrence (3), Missie Specialist
- Franklin R. Chang-Diaz (6), Missie Specialist
- Janet L. Kavandi (1), Missie Specialist
- Valeri Rjoemin (4), Missie Specialist - Rusland

#### Geland na verblijf in ruimtestation Mir
- Andy Thomas (2)

tussen haakjes het aantal vluchten van elke astronaut, vlucht STS-91 inbegrepen

## Missieparameters
- Massa
  - shuttle bij landing: 117.861 kg
  - vracht: 16.537 kg
- Perigeum: 350 km
- Apogeum: 373 km
- Glooiingshoek: 51.7°
- Omlooptijd: 91.8 min

### 9de Mir docking missie
- Gekoppeld: 4 juni, 1998, 16:58:30 UTC
- Afgekoppeld: 8 juni, 1998, 16:01:48 UTC
- Aantal dagen gekoppeld: 3 dagen, 23 u, 3 min, 18 s